# Grade 2
 Grade 2 è una band inglese di Ryde sull'Isola di Wight. La loro musica è descritta come un classico suono punk, e i testi vertono sui problemi quotidiani. Punk Lounge ha descritto il loro album Break the Routine come "Canzoni che uniscono la vita quotidiana con una diatriba sociale burrascosa".

## Storia

### Formazione e primi anni
La band si è formata nel maggio 2013, inizialmente suonando cover dell'era punk dei The Stranglers e The Jam, così come tracce Oi! dei Booze and Glory and Lion's Law. Hanno iniziato a scrivere canzoni originali e si sono esibiti regolarmente in pub e club locali, guadagnando visibilità sostenendo con successo band affermate.

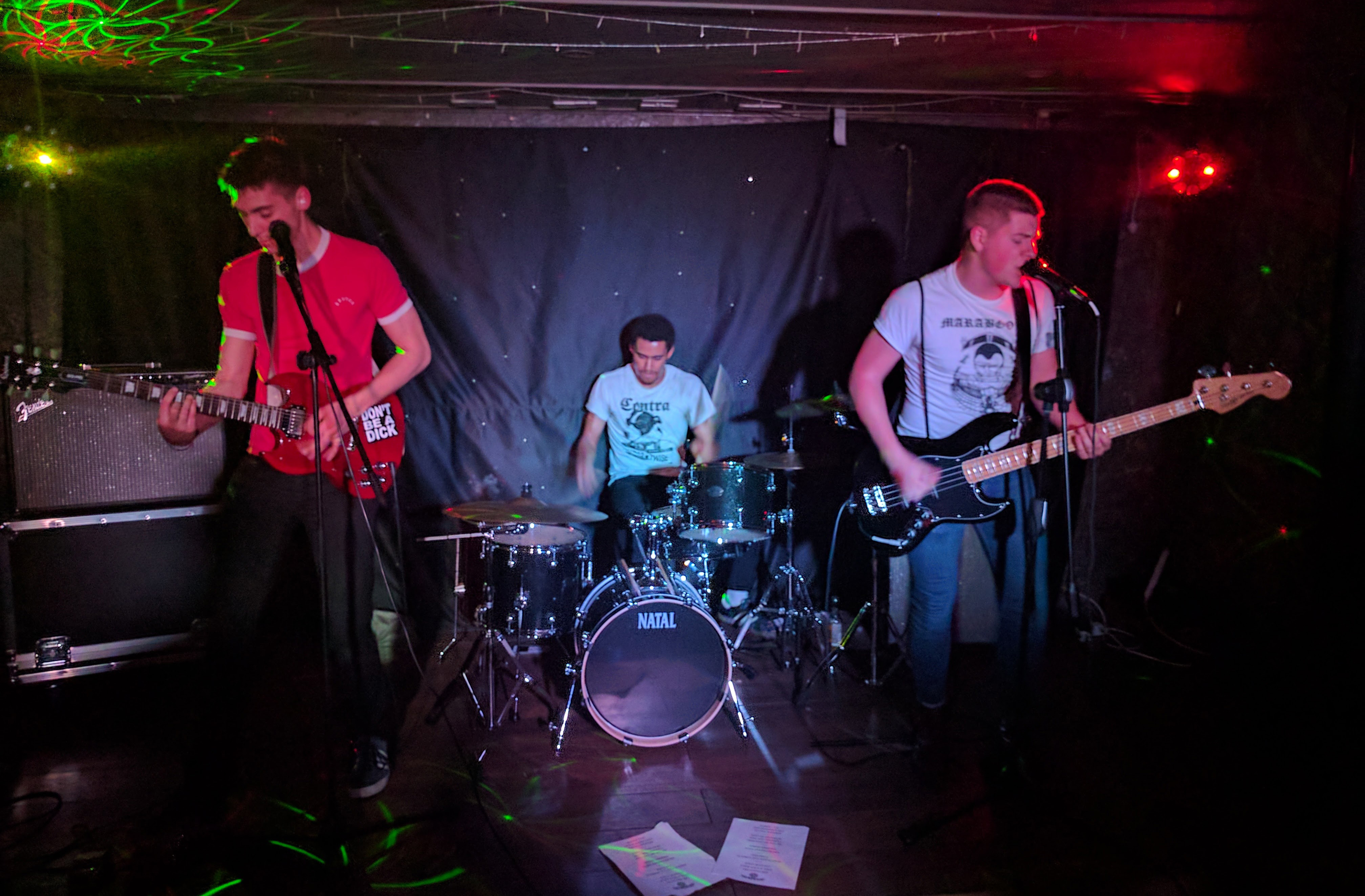
Grado 2 suonando dal vivo a Ryde, Isola di Wight, 2017

### Contra Records
Da novembre 2013 fino al 2019 la band è stata legata all'etichetta discografica tedesca Contra Records.

### Hellcat Records
Nell'estate 2019 hanno firmato con Hellcat Records con sede negli Stati Uniti.

### Spettacoli dal vivo
Dal 2013 la band ha suonato regolarmente in tutta Europa con esibizioni in paesi tra cui Germania, Svizzera, Spagna, Francia, Paesi Bassi, Belgio, Norvegia, Svezia, Grecia, Italia, Irlanda, Repubblica Ceca, Austria, Slovacchia, Serbia, Regno Unito, e l'Isola di Man. Dal 2018 la band ha anche fatto tournée negli Stati Uniti e in Canada.
Durante il 2016 per alcune date dal vivo in Europa, il batterista Jacob Hull è stato sostituito dal batterista Ryde Toby Jenkins.
Nell'autunno 2018 Grade 2 è stato il supporto per il tour di The Interrupters nel Regno Unito, e nella primavera del 2019 la band è andata in tournée come supporto per i Dropkick Murphys .

## Discografia

### Album in Studio
2016 - Mainstream View
2017 - Break the Routine 
2019 - Graveyard Island
2023 - Grade 2 

### EP
2014 - Broken Youth
2015 - Die With Out Boots On
2016 - Heard it All Before

## Formazione
- Jack Chatfield - voce e chitarra
- Sid Ryan - voce e basso
- Jacob Hull - batteria